# Australoconops ocellatus
Australoconops ocellatus är en tvåvingeart som beskrevs av Meijere 1910. Australoconops ocellatus ingår i släktet Australoconops och familjen stekelflugor. Inga underarter finns listade i Catalogue of Life.